# Marco Cucco
Marco Cucco (Salerno, 18 marzo 1994) è un cestista italiano.

## Carriera
Cresciuto nelle giovanili della Pallacanestro Salerno prima, e della Juvecaserta poi, ha esordito in Divisione Nazionale A con la Virtus Siena. Nel 2013-2014 gioca nell'Affrico Firenze.
Nel 2014 è stato convocato da Pino Sacripanti per partecipare agli Europei Under-20 con la Nazionale di categoria.
A luglio 2014 passa all'Olimpia Matera.